# Bedroom Joule
『Bedroom Joule』（ベッドルーム・ジュール）は、[Alexandros]の1作目のコンセプト・アルバム。2020年6月21日にユニバーサルミュージックから先行配信された。更に、同年8月26日にはCDとして発売された。

## 概要
- 自身初のコンセプト・アルバム[注 1]。
- 自身が出演した2020年5月22日放送のテレビ朝日系『ミュージックステーション』の放送後にYouTubeにて配信された、「『ゆるゆるドロス! 番外編スペシャル』 〜Mステ後に色々発表するよ生放送トーク!!〜」にて本作のリリースが発表された[2]。
- 当初は配信限定でのリリースであったが、後にCDとして、同年8月26日にリリースされることが発表された[4]。その為、本作は、2020年6月21日にデジタル・ダウンロード、同年8月26日に初回限定盤2種類と通常盤の計4形態でのリリースとなった。
- 本作は、新型コロナウイルス「COVID-19」感染拡大の状況下、最前線で働く人や自宅で過ごす人が眠る前にベッドルームでリラックスして聴き、楽しんでもらえるようにという思いのもと、各メンバーの自宅からリモートで制作された[2]。
- 収録曲は、2020年5月29日と6月12日にそれぞれ先行配信された、「Run Away (Bedroom ver.)」や「Starrrrrrr (Bedroom ver.)」、ヒップホップグループ『踊Foot Works』のラッパーであるPecoriをフィーチャリングアーティストに迎え、大胆にリメイクされた「city (feat. Pecori)」等、既存の楽曲を本作のためにリアレンジした楽曲の他、ボーカルの川上洋平が今の思いをすべて詰め込んだという新曲「rooftop」の計8曲を収録[3]。
- CDのみ、「真夜中」のリアレンジバージョンと、アルバムの世界観を印象付けるインストゥルメンタル2曲を追加収録[5]。
- 初回限定盤の特典として、本作のために撮り下ろされ、「Bedroom Joule」アレンジが再現されたスタジオライブ『Secret Live』の映像を収録したDVDまたはBlu-rayが付属予定[4]。尚、初回限定盤の特典DVDとBlu-rayの内容は同一である。
- 本作の収益の一部は、新型コロナウイルス感染症の治療と感染拡大防止のための活動に取り組む日本赤十字社に寄付される予定である[4]。

## 収録曲

### CD
※はCDのみ収録
- 全作詞・作曲：川上洋平　編曲：[Alexandros]

1. ar ※
  - インスト曲
2. Starrrrrrr (Bedroom ver.)
  - 6thシングル1曲目のリアレンジバージョン
  - 2020年6月12日、各配信サイトにて先行配信された[3]。
3. Run Away (Bedroom ver.)
  - 8thシングル1曲目のリアレンジバージョン
  - 2020年5月29日、各配信サイトにて先行配信された[6]。
4. Leaving Grapefruits (Bedroom ver.)
  - 5thアルバム収録曲のリアレンジバージョン
5. Thunder (Bedroom ver.)
  - 9thシングルカップリングのリアレンジバージョン
6. 月色ホライズン (Bedroom ver.)
  - 配信限定2ndシングルのリアレンジバージョン
7. Adventure (Bedroom ver.)
  - 9thシングル1曲目のリアレンジバージョン
8. city (feat. Pecori)
  - 1stシングルのリアレンジバージョン
  - フィーチャリングアーティストとして踊Foot WorksのPecoriが参加している。
9. pr ※
  - インスト曲
10. rooftop
  - 新曲
  - LINE NEWS VISION ショートムービー『夢で会えても』テーマソング[7]
11. 真夜中 (Bedroom ver.) ※
  - 3rdアルバム『Schwarzenegger』収録曲のリアレンジバージョン

### 初回限定盤DVD・Blu-ray
| #  | タイトル                               | 作詞 | 作曲・編曲 |
| -- | -------------------------------------- | ---- | ---------- |
| 1. | 「Starrrrrrr (Bedroom ver.)」          |      |            |
| 2. | 「Run Away (Bedroom ver.)」            |      |            |
| 3. | 「Leaving Grapefruits (Bedroom ver.)」 |      |            |
| 4. | 「Thunder (Bedroom ver.)」             |      |            |
| 5. | 「月色ホライズン (Bedroom ver.)」      |      |            |
| 6. | 「Adventure (Bedroom ver.)」           |      |            |
| 7. | 「rooftop」                            |      |            |